# 藤原公直
藤原 公直 （ふじわら の きんなお）は、鎌倉時代中期から後期にかけての公卿。藤原北家閑院流。左近衛中将・藤原実忠の長男。官位は従二位・非参議。

## 経歴
従三位、右近衛中将を経て、康元元年（1256年）38歳で非参議に任ぜられ、公卿に列する。正嘉3年（1259年）正三位、文永4年（1267年）従二位と昇進し、弘安元年（1278年）60歳で出家。出家後の消息は不明。

## 官歴
『公卿補任』による
- 時期不詳：従三位、右近衛中将
- 康元元年（1256年） 12月17日：非参議
- 正嘉3年（1259年） 正月21日：正三位
- 文永4年（1267年） 2月27日：従二位
- 弘安元年（1278年） 7月3日：出家（法名道照）

## 系譜
- 父：藤原実忠[1]
- 母：藤原家経の娘[1]
- 妻：源有資の娘[1]
  - 男子：庭田経資（1241 - ?） - 源有資の養子[1]
- 生母不明の子女
  - 男子：藤原公員[2]